# پرباله‌ماهی خاکستری
پرُباله‌ماهی خاکستری (نام علمی: Polypterus senegalus) نام یک گونه از سرده پرباله‌ماهی است. این ماهی بومی دریاچه چاد، حوزه کنگو، رود نیجر، کامرون، رود اوگوئه در آفریقاست.